# バルナバーシュ・ケレメン
バルナバーシュ・ケレメン（Barnabás Kelemen, 1978年6月12日 - ）は、ハンガリー出身のヴァイオリン奏者。

## 経歴
1978年、ブダペスト生まれ。6歳の頃からヴァレーリア・バラニャイの下でヴァイオリンを学び、11歳でフランツ・リスト音楽院に入学してエステール・ペレーニのクラスに入る。また、アイザック・スターン、フェレンツ・ラドシュ、ジェルジ・クルターグ、イゴール・オジム、ローラン・フニヴ、デーネシュ・ジグモンディ、ジェルジ・パウク、セルジウ・ルカやトーマス・ツェートマイヤー等の薫陶を受けた。2001年のエリザベート王妃国際音楽コンクールのヴァイオリン部門で三位入賞を果たし、フランツ・リスト音楽院を卒業。2002年にはインディアナポリス国際ヴァイオリン・コンクールで優勝を果たした。
2005年より母校のリスト・フェレンツ音楽大学で教鞭をとる。2010年からケレメン四重奏団を主宰している。